# Alexandre Tharaud
Alexandre Tharaud (ur. 9 grudnia 1968 w Paryżu) – francuski pianista.
Jego ojciec był najpierw śpiewakiem operetkowym, który przekwalifikował się na mechanika samochodowego. Matka pracowała jako tancerka i choreografka w Opéra National de Paris.
Studiował w Conservatoire National Supérieur de Musique w Paryżu. W roku 1987 został laureatem Międzynarodowego Konkursu Marii Casals w Barcelonie oraz zdobył pierwszą nagrodę na konkursie w Senigalli we Włoszech. W 1989 odniósł sukces (drugie miejsce) w Międzynarodowym Konkursie Muzycznym w Monachium, lecz popularność przyniosły dopiero mu nagrania klawesynowych utworów Jeana-Philippe’a Rameau na fortepianie w 2001.
Specjalizuje się w muzyce kompozytorów francuskich. Jego szeroki repertuar obejmuje dzieła od baroku po współczesność. Jako solista występował m.in. z Symphonieorchester des Bayerischen Rundfunks, Münchner Rundfunkorchester, Japan Philharmonic Orchestra, Tokyo Metropolitan Orchestra, Orchestre Philharmonique de Radio-France, Orchestre National de France, Orchestre National de Lille, Orchestre National de Bordeaux-Aquitaine i Sinfonią Varsovią. Pracował z tak znakomitymi dyrygentami, jak: Yutaka Sado, Jean Fournet, Marc Minkowski i Jean-Jacques Kantorow. Koncertował w najbardziej prestiżowych salach koncertowych na całym świecie, m.in. Concertgebouw w Amsterdamie, Wigmore Hall w Londynie, Miller Theatre w Nowym Jorku, Théâtre du Châtelet w Paryżu, Teatro Colón w Buenos Aires i wiedeńskim Musikverein. Działalność artysty dokumentują liczne nagrania, m.in. dla wytwórni Harmonia Mundi. Jego interpretacje dzieł Maurice’a Ravela, Jeana-Philippe’a Rameau i Johanna Sebastiana Bacha zdobyły szereg nagród i najwyższych wyróżnień światowej krytyki, m.in. Choc i Choc l’année miesięcznika „Le Monde de la Musique”, Diapason d’Or („Diapason”), Pick of the Month („BBC Music Magazine”), Best CD of the year („De Standard”), Recommandé („Classica”), 10 („Répertoire”) i Grand Prix de l’Académie Charles-Cros w 2003.
Alexandre Tharaud w 2006 roku wystąpił w Filharmonii im. K. Szymanowskiego w Krakowie, na IV Festiwalu Sacrum-Profanum, gdzie wykonywał komplet dzieł Maurice’a Ravela na fortepian solo.
W 2011 roku zagrał samego siebie w filmie Michaela Hanekego Miłość. W 2016 odznaczony został Komandorią  
Orderu Sztuki i Literatury.